# Балдаккино, Рут
Рут Балдаккино (мальт. Ruth Baldacchino; род. 1979) — мальтийская ЛГБТ и интерсекс-активист, генеральный секретарь ILGA и сотрудник программы первого фонда по правам интерсекс-людей. У Балдаккино небинарная гендерная идентичность.

## Образование
Окончила бакалавриат Мальтийского университета в области социологии (2002, отличием) и магистратуру университетского колледжа Дублина со специализацией по женским исследованиям (2005), в 2022 году защитила там же диссертацию по социологии. В 2010—2019 гг. преподавала в Мальтийском университете курсы, связанные с гендерными и квир-исследованиями.

## Карьера
Балдаккино ранее входила в правление Движения за права ЛГБТ на Мальте, IGLYO и ILGA-Europe, а также была сотрудником первого фонда по правам интерсекс-людей. С конца 2014 года Балдаккино занимала должность генерального секретаря ILGA. С середины 2015 года Балдаккино является сотрудником первого фонда по правам интерсекс-людей в Astraea Lesbian Foundation for Justice.
До прихода в Astraea Lesbian Foundation for Justice Балдакино работала в Министерстве гражданских свобод на Мальте по вопросам прав человека и социальной интеграции, участвуя в процессе разработки и принятия Закона о гендерной идентичности, гендерной экспрессии и половых признаках.
Балдаккино описывает Закон о гендерной идентичности, гендерной экспрессии и половых признаках как предоставляющий «свободу индивидууму развивать, определять и выражать свой гендер, а не принимать решения государства или медицинских работников. иными словами, … чтобы можно было определить, какая идентичность подходит … лучше всего и как … воплотить эту идентичность».
Балдаккино также тесно сотрудничает с интерсекс-активистами, в частности, через содействие и координацию международных интерсекс-форумов в рамках ILGA.
В 2015 году Балдаккино внесла свой вклад в национальную политику образования в области вопросов трансгендерных и интерсекс-учащихся и гендерного разнообразия (англ. Trans, Gender Variant and Intersex Students in Schools).